# Montserrat Vergé i Grau
Montserrat Vergé i Grau (Manresa, Bages, 1949) és una promotora i dirigent esportiva catalana.
Practicà diversos esports, especialment la natació, seguint les petjades del seu pare Joan Vergé. Fou inscrita abans com a sòcia del Club Natació Manresa que en el registre civil, pel seu pare, president honorari a perpetuïtat, que va presidir el club en diferents èpoques deixant una gran empremta, aconseguint que l'any 1958 es convertís en el segon club d'Espanya a disposar d'una piscina coberta. Més enllà de la natació, esport al qual estigué molt lligada, Vergé també practicà altres esports, com el bàsquet i el voleibol, que compaginava amb les classes de ballet.
L'any 1969 va obtenir el títol de monitora de natació del Col·legi Català d'Entrenadors, el d'auxiliar nacional de natació de la Federació Espanyola i el de socorrista de la mateixa Federació Espanyola. Quan va arribar el moment d'accedir a la universitat, es traslladà a Barcelona. Cursà estudis a la Facultat de Filosofia i Lletres, on es llicencià en Filosofia. Exercí com a monitora de natació al col·legi Lestonnac i amb el temps, fins i tot, va engegar un equip de competició del mateix col·legi.
Fruit de la seva dedicació i empenta, l'any 1981 va entrar a formar part del Consell de l'Esport Escolar de Barcelona, on es dedicà a la promoció de la natació escolar, i on desenvolupà una gran tasca, especialment en favor de l'esport femení. Més endavant, va passar a encarregar-se de la Secretaria Tècnica del Consell, amb una dedicació especial al foment de l'esport femení i de disciplines aleshores minoritàries, com la natació sincronitzada, la gimnàstica, el patinatge artístic, el voleibol o el bàsquet, aconseguint que, en aquest darrer esport, hi hagués gairebé el mateix nombre d'equips femenins que de masculins. Va obtenir bons resultats en futbol i futbol sala, com també en els equips mixtos en les categories inferiors a dotze anys. Va formar part del consell directiu i va obrir un camí a moltes més dones que, seguint el seu exemple, han pres responsabilitats de gestió en l'àmbit de l'esport escolar a Barcelona. Igualment és reconeguda la seva tasca com a jutge esportiu per resoldre les incidències reglamentàries i disciplinàries de les competicions escolars. Darrerament, des del seu càrrec de vicepresidenta social, ha estat cabdal en desenvolupament dels projectes del Consell de l'Esport Escolar de Barcelona.
El 2009 rebé l'Institut Barcelona Esports de l'Ajuntament de Barcelona li lliurà el premi Dona i Esport Mireia Tapiador per la seva tasca en favor de l'esport.